# Mike Sparken
Mike Sparken, pseudonimo di Michel Jacques Poberejsky (Neuilly-sur-Seine, 16 giugno 1930 – Beaulieu-sur-Mer, 21 settembre 2012), è stato un pilota automobilistico francese. 
Fece il suo debutto nella Formula 1 nel 1955 cogliendo un settimo posto in occasione del Gran Premio di Gran Bretagna.
Sparken muore nel 2012 ed è stato sepolto presso il cimitero di Montparnasse, a Parigi.

## Risultati in Formula 1
| 1955 | Scuderia       | Vettura     |  |  |  |  |  |   |  |  |  | Punti | Pos. |
| ---- | -------------- | ----------- |  |  |  |  |  | - |  |  |  | ----- | ---- |
| 1955 | Equipe Gordini | Gordini T16 |  |  |  |  |  | 7 |  |  |  | 0     |      |

| Legenda | 1º posto     | 2º posto | 3º posto    | A punti         | Senza punti/Non class.  | Grassetto – Pole position Corsivo – Giro più veloce |
| Legenda | Squalificato | Ritirato | Non partito | Non qualificato | Solo prove/Terzo pilota | Grassetto – Pole position Corsivo – Giro più veloce |